# Войчах, Карл
Карл Войчах, нем. Carl Woitschach (29 февраля 1864, Позен, Восточная Пруссия (ныне Познань, Польша) — 24 мая 1939, Берлин) — немецкий дирижёр и композитор.
Возглавлял ряд крупных оркестров Берлина, после чего основал собственный «Берлинский духовой оркестр» («Berliner Blasorchester»). Поскольку Войчах хорошо владел французским языком, он был также музыкальным директором Telefunken, женился на француженке. Его сын, Пауль Войчах (1908—1981), также стал дирижёром.
В 1920—1930-е гг. Войчах часто исполнял мелодии, развивая традиции колониальных маршей и песен, нередко мог исполнять один и тот же марш в различных обработках. В 1930-е годы был дирижёром Большого духового оркестра СА (исполнял марши, а также песни - последние в сопровождении хора 33-го штурма им. Ганса Майковского). Похоронен на кладбище в районе Берлин-Ланквиц.